# 291 (folyóirat)

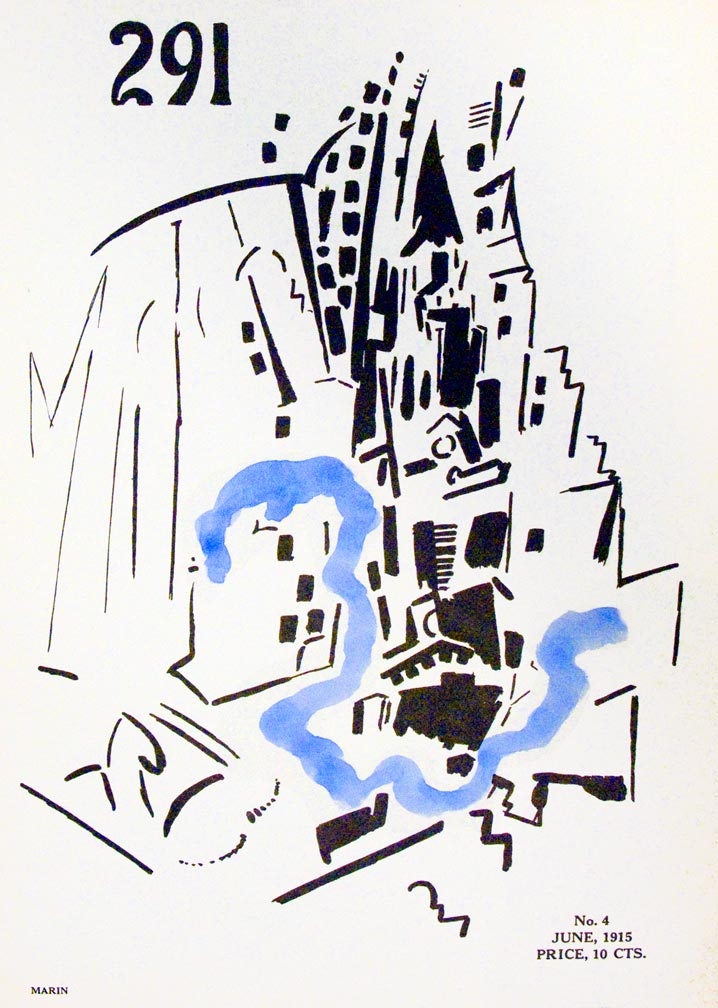
A 4. szám címlapja (1915)

A 291 1915 és 1916 között megjelent amerikai művészeti és irodalmi folyóirat volt, amit Alfred Stieglitz, Marius de Zayas, Agnes Ernest Meyer és Paul Haviland alapított. A lapot a Stielgitz által működtetett „291” galéria hivatalos orgánumának szánták, melyben a avantgárd művészek műalkotásai, versei, esszéi és publicisztikái kaptak helyt.

## Története
Alfred Stieglitz az 1910-es években az Egyesült Államokban a művészet egyik legaktívabb támogatója volt. Két fotóművészettel foglalkozó folyóiratot (Camera Notes, Camera Work) indított, valamint „291” néven galériát is nyitott New York-ban. Stieglitz az 1913-ban megrendezett Armory Show kiállítást követően művészek egy csoportját (de Zayas, Meyer és Haviland) gyűjtötte maga köré, abból a célból, hogy a fotográfia mellett a művészet más formáit népszerűsítsék. Paul Haviland javasolta Stieglitznek, hogy indítson egy lapot, melyben az európai és az amerikai avantgárd művészetet mutatnák be és emellett a galéria számára is megjelenési lehetőség nyílna. Az új lap a galéria nevét vette fel. Az első szám 1915 márciusában jelent meg Guillaume Apollinaire, Agnes E. Meyer, Alfred Stieglitz, Paul Haviland és Marius de Zayas írásaival, valamint Pablo Picasso, Edward Steichen, Appolinaire és de Zayas rajzaival. 

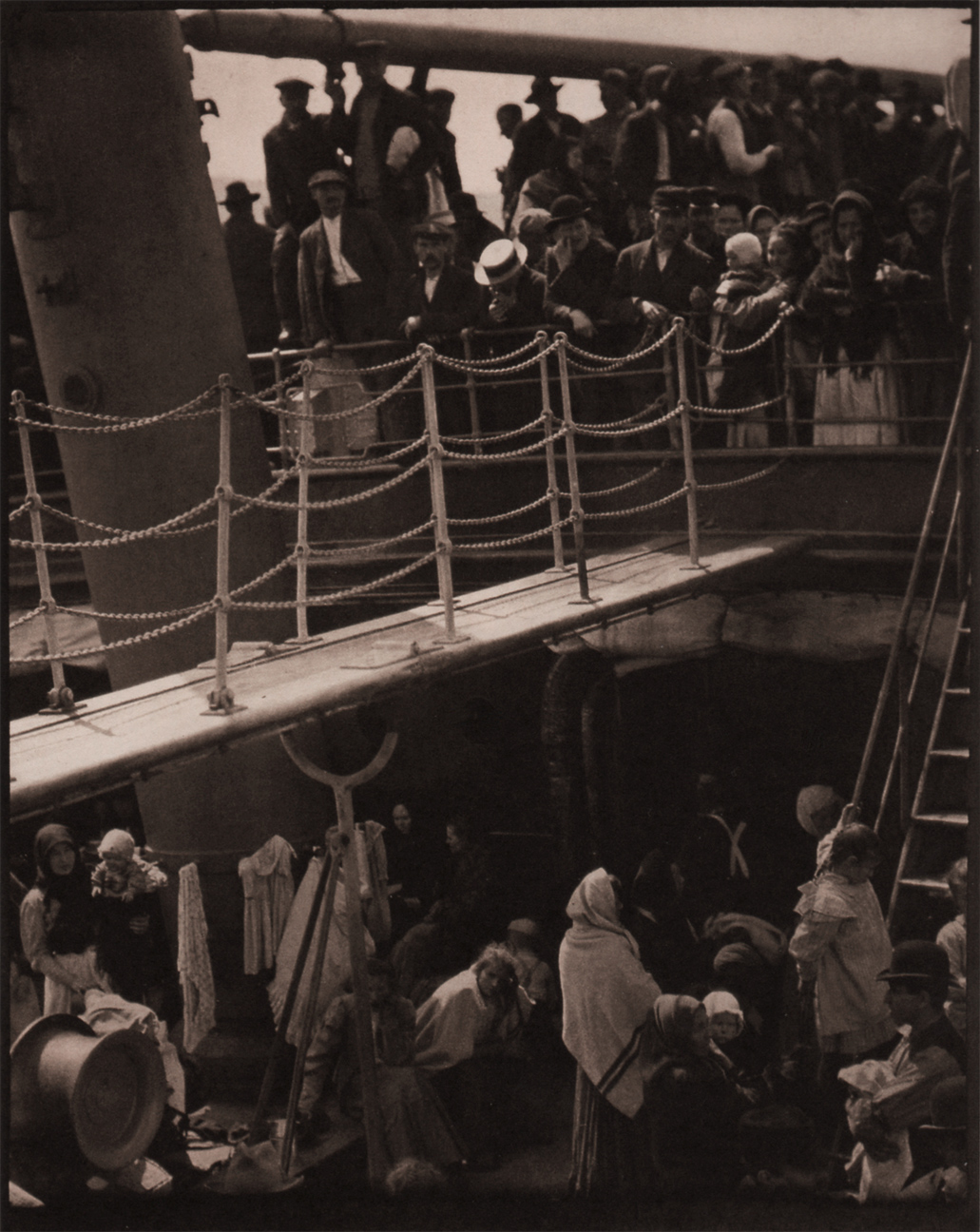
Alfred Stieglitz A fedélköz c. képe a lap 7–8. számában jelent meg

A 291 koncepcióját az Apollinaire által szerkesztett Les Soirées de Paris című francia lap mintájára tervezték, melyet képversek és absztrakt, szatirikus rajzok jellemeztek. Ugyanakkor az alapítók a Camera Workhöz hasonló, igényes megjelenésű folyóiratot szerettek volna, ezért a lapot két változatban adták ki, az egyiket 1000 példányban keménypapíron, valamint egy 100 példányszámú különkiadást minőségi japán papíron. Mindkét kiadást nagy fólió formátumban (50,8 x 30,5 cm) nyomtatták. A lapszámok többnyire 4–6 oldalasak voltak, füzetszerűen összefűzve. Reklámok, hirdetések nem voltak bennük. Egy lapszám ára 10 cent volt, az éves előfizetési díj pedig 1 dollár. A különkiadások 50 centbe, éves díjuk pedig 5 dollárba került. Míg a lapnak nagyjából száz előfizetője volt, addig a különkiadásra mindössze 8-an fizettek elő.
Stieglitz 1915-ben a teljes 7–8-as lapszámot saját felvételének A fedélköznek szentelte, melyről Marius de Zayas és Paul Haviland írt recenziót. A fényképet már korábban, 1911-ben megjelentette másik lapjában a Camera Workben és kedvező kritikákat kapott. Így azzal számolt, hogy a fénykép miatt nagyobb lesz a kereslet az újságra, ezért további 500 példányt nyomtatott belőle. Azonban a kereslet alulmúlta a várakozásokat és a többletpéldányokból egyet sem sikerült eladni.
A folyóiratból összesen 12 szám jelent meg, ebből 3 duplaszám formájában. A 291 veszteséges lap volt, a magas előállítási költségeket az eladott példányokból nem lehetett finanszírozni. Stieglitznek a „291” galéria 1917-es bezárásakor több száz eladatlan példánya volt a lapból, melyeken végül pár dollárért adott túl.
A lapszámok értéke ma jóval magasabb. Az összes lapszám együtt pedig kifejezetten ritka, egy ilyen sorozat a Kongresszusi Könyvtár archívumában található. 1972-ben az Arno Press kiadta a folyóirat újranyomott változatát.

## Lapszámok
- 1. szám (1915. március)
  - Címlap:  Marius de Zayas: 291 Throws Back Its Forelock
  - 2. oldal: Agnes E. Meyer How Versus Why című írása
  - 3. oldal: Guillaume Apollinaire Voyage című képverse; Alfred Stieglitz One Hour's Sleep--Three Dreams című írása
  - 4. oldal: Paul B. Haviland 291 című írása
  - 5. oldal: Picasso Oil and Vinegar Castor című rajza; Marius de Zayas Simultanism című írása
  - Hátoldal: Edward Steichen What is Rotten in the State of Denmark című rajza
- 2. szám (1915. április)
  - Címlap: Francis Picabia New York című rajza
  - 2. oldal: Katharine Rhoades: Drawing című alkotása
  - 3. oldal: Agnes E. Meyer Mental Reactions című verse Marius de Zayas kivitelezésében
  - Hátoldal: Alberto Savinio Bellovées Fatales No. 12 című zenei műve
- 3. szám (1915. május)
  - Címlap: A. Walkowitz címlapterve
  - 2. oldal: Katharine Rhoades I Walked into a Moment of Greatness című verse
  - 3. oldal: Agnes E. Meyer Woman című verse Marius de Zayas kivitelezésében
  - 4. oldal: Edward Steichen Le Cog Gaulois című rajza; J.B. Kerfoot A Bunch of Keys című képverse; további rövid írások
- 4. szám (1915. június)
  - Címlap: John Marin címlapterve
  - 2. oldal: Francis Picabia Fille Née Sans Mère című rajza
  - 3. oldal: Katherine Rhoades: Flip-Flap
  - Hátoldal: Alberto Savinio Dammi L'anatema, Cosa Lasciva című esszéje
- 5–6. szám (1915. július–augusztus)
  - Címlap: Francis Picabia Ici, C'est Ici Stieglitz, Foi et Amour című rajza
  - 2. oldal: Francis Picabia Canter című rajza
  - 3. oldal: Francis Picabia Portrait d'une Jeune Fille Américaine dans l'État de Nudité című rajza
  - 4. oldal: Francis Picabia De Zayas! De Zayas! című rajza
  - 5. oldal: Francis Picabia Voila Haviland című rajza
  - 6. oldal: Marius de Zayas New York n'a pas Vu D'abord című rajza
- 7–8. szám (1915. szeptember–október)
  - Címlap: Paul Haviland és Marius de Zayas recenziója A fedélközhöz
  - Belső melléklet: Alfred Stieglitz A fedélköz című fényképe
  - Hátoldal: Haviland és de Zayas cikkének francia fordítása
- 9. szám (1915. november) 
  - Címlap: Braque: Cím nélkül (Csendélet)
  - 2. oldal: Marius de Zayas Femme! (Elle) tipográfiai vázlata
  - 3. oldal: Francis Picabia Voilà Elle című rajza
  - Hátoldal: Picasso Violin című rajza
- 10–11. szám (1915. december–1916. január)
  - Címlap: Picasso: Cím nélkül (kollázs)
  - 2. oldal: Marius de Zayas Picasso című rajza
  - 3. oldal: Francis Picabia Fantasie című rajza;  Georges Ribemont-Dessaignes Musique című verse
  - Hátoldal: C. Max Jacob La Vie Artistique című írása
- 12. szám (1916. február)
  - Címlap: egy Ogouée-Congo szobor fotója
  - 2. oldal: Katharine Rhoades Narcosis c. verse; Marius de Zayas Modern Art...Negro Art... című írása
  - 3. oldal: Picabia We Live in a World... című kommentárja; A. Roosevelt fényképe a Tennis Player—Serving című szoborról
  - Hátoldal: C. Max Jacob La Vie Artistique című írása

## Fordítás
Ez a szócikk részben vagy egészben  a(z)   291_(magazine) című angol Wikipédia-szócikk ezen változatának fordításán alapul.  Az eredeti cikk szerkesztőit annak laptörténete sorolja fel. Ez a jelzés csupán a megfogalmazás eredetét és a szerzői jogokat jelzi, nem szolgál a cikkben szereplő információk forrásmegjelöléseként.